# Chrysopa alobana
Chrysopa alobana is een insect uit de familie van de gaasvliegen (Chrysopidae), die tot de orde netvleugeligen (Neuroptera) behoort. 
Chrysopa alobana is voor het eerst wetenschappelijk beschreven door Banks in 1944.